# Pethes Mária
Pethes Mária (Budapest, 1955. január 24.) költő, író, kiadó. Tanárai biztatására kislánykora óta ír, de tehetsége Péli Tamás oldalán teljesedett ki.
Péli Tamás halála után (1994) sokáig egyedül élt, majd Budapestről Agárdra költözött. Agárdi otthonában alakította ki az alkoTÓházat, amely mindenki előtt nyitva áll, s ahol a költőnő rendhagyó irodalmi órákra, festőbarátai műveiből kamara-kiállításra minden érdeklődőt szeretettel vár. Itt csatlakozott hozzá egy ideig Kovács József Hontalan költő.
Az alkoTÓházban a magyar kultúra jelentős személyiségeit is vendégül látta már. Többek között Juhász Ferenc és Baranyi Ferenc költőket, Kertész Ákos írót, Hegedűs D. Géza színművészt, Duló Károly filmrendezőt, Féjja Sándor filmesztétát, Szentandrássy István és Kunhegyesi Ferenc festőművészeket, Kathy Horváth Lajos hegedűművészt stb.
Pethes Mária az alkoTÓház gondozásában költőtársak műveit is megjelenteti, épp úgy, mint annak virtuális internetes oldalán.

## Élete
A családi legendárium szerint rokoni szálak fűzik Szabó Magda íróhoz és a színész Pethes családhoz. Dédanyja Szabó Erzsébet. Nagyapja, Pethes Sándor, iskolaigazgató és karnagy volt. Édesapja Pethes Imre, édesanyja Vincze Mária. Szülei válása után, édesanyja betegsége miatt kisgyermek korában nagyszülei nevelték, majd általános iskolai éveit MÁV-nevelőintézetben töltötte. Középiskolás korában hazakerült édesanyjához. Korán férjhez ment, házassága válással végződött. Egy gyermeke született, James Cage.
Zuglóban 10 évig cigány-gondozóként dolgozott. Munkája során ismerkedett meg Péli Tamással. Kapcsolatuk évekig mindkettőjükre ösztönzőleg hatott. Életének erről a szakaszáról vall a költő Zenekar című regényében. f2006-ban Budapestről Agárdra költözött. Verseiben a Velencei-tó, "a TÓ" gyakori motívum.

## Pályája
Verseit közölték a Tiszatájban, EF-Lapokban, Art'húrban, Népszabadságban, Veszprémi Naplóban, HetedHéthatárban, Napútban stb. Költői estjei voltak: a Komédium Színházban, Mikroszkóp Színpadon, Közgazdaságtudományi Egyetem klubjában, Fészek Művészklubban, Rátkai Klubban, országszerte művelődési házakban, Pécsett, Nagykörün, Mohácson, Székesfehérváron stb.
Versei szlovén, román és szerb nyelvű fordításokban is megjelentek. 
Szlovén nyelven: a Levetkőztetni a szavakat című antológiában, 1991-ben Fuhl Imre fordításában. 
Román nyelven: A költészet tavasza című antológiában, 2012-ben Simone Györfi fordításában.
Szerb nyelven: Kőmesék címmel, az alkoTÓház gondozásában készülő önálló kötetben Fehér Illés fordításában (várható megjelenése 2016). Internetes oldalakon román és szerb nyelven olvashatóak versei Boér Péter Pál és Fehér Illés fordításában: a Magyarul Bábelben  oldalán, valamint Fehér Illés – Ezüsthíd  oldalán.
Szerkesztőként közreműködött a Közkincs, az Art'húr, a Gondola online művészeti portálokon. Jelenleg a Kontraszt független irodalmi és művészeti folyóirat főszerkesztője. 

## Megjelent kötetei
- Se bújva, se áldva

Versek; Kazincbarcika, 2000; Péli Tamás grafikáival
- A szerelem koldusa

Versek; Kazincbarcika, 2001; Péli Tamás grafikáival
- Lelkem Atlantisza

Versek; Pécs, 2004; Péli Tamás grafikáival
- Marionettjátékos

Versek; Agárd, alkoTÓház, 2007
- Barbizoni elégiák

Versek; Agárd, alkoTÓház, 2008
- Magyarország formájú kő

Versek; Agárd, alkoTÓház, 2009
- A táj kristályszerkezete

Versek; Agárd, alkoTÓház, 2010
- A múlandóság stációi

Versek; Agárd, alkoTÓház, 2011
- Aláírom a Szabadságteret

Versek; Agárd, alkoTÓház, 2012
- Kivágott nyelvű harangok

Versek, Agárd, alkoTÓház, 2013
- Zenekar

Regény; Agárd, alkoTÓház, 2013
- Egy vagy a közös térrel

Versek; Agárd, alkoTÓház, 2014
- A végtelen képmásai

Versek; Agárd, alkoTÓház, 2014
- A szerelem dagerrotípiája

Versek; Agárd, alkoTÓház, 2015
- A szabadság ikonjai

Versek; Agárd, alkoTÓház, 2016
- A remény katedrálisai

Versek; Agárd, alkoTÓház, 2017
- Az összetartozás ideje

Versek; Agárd, alkoTÓház, 2018
- Zenekar 2. A szerelem életrajza

Regény; Agárd, alkoTÓház, 2018
- Messzi évek illata – naplórészletek

Versek; Agárd, alkoTÓház, 2019
- Egyszemélyes társasjáték

Versek; Agárd, alkoTÓház, 2019
- A szenvedély metafizikája – napok, hetek, hónapok rezdülései

Versek; Agárd, alkoTÓház, 2020
- Szuperszonikus angyal

Versek; Agárd, alkoTÓház, 2020
- Űrszonáta

Versregény; Agárd, alkoTÓház, 2020
- Az idővarázsló csókja

Versek; Agárd, alkoTÓház, 2021
- Romok királynői

Versek; Agárd, alkoTÓház, 2021
- A valóság mágiája

Versek; Agárd, alkoTÓház, 2022
- Istennőm, Te – Zenekar 3.

Regény; Agárd, alkoTÓház, 2022

- A fény Antológiája - versek, alkoTÓház Agárd, 2023

- Motivációs cetlik - versek, alkoTÓház, Agárd, 2023